# فرودگاه بین‌المللی بحرین
فرودگاه بین‌المللی بحرین (به انگلیسی: Bahrain International Airport) یک فرودگاه همگانی مسافربری با کد یاتا BAH است که یک باند فرود آسفالت دارد و طول باند آن ۳۳۴۰ متر است. این فرودگاه در شهر محرق (بحرین) کشور بحرین قرار دارد و در ارتفاع ۲ متری از سطح دریا واقع شده‌است.

## شرکت‌های هواپیمایی و مقصدهای پروازی

### مسافری
| شرکت‌های هواپیمایی  | مقصدهای پروازی | Terminal |
| ------------------ | --- | -------- |
| ایر عربیا          | شارجه | 1        |
| ایر ایندیا         | ایندیرا گاندی | 1        |
| ایر ایندیا اکسپرس  | کوچین، کالیکوت، کویت، منگالور | 2        |
| بریتیش ایرویز      | هیترو لندن | 2        |
| کاتای پاسیفیک      | دوبی، هنگ کنگ | 2        |
| هواپیمایی مصر      | قاهره | 1        |
| هواپیمایی امارات   | دوبی | 2        |
| هواپیمایی اتحاد    | ابوظبی | 2        |
| هواپیمایی اتیوپی   | بوول، ملک فهد (برقراری مجدد از ۱۷ اوت ۲۰۱۷) | 1        |
| فلای‌دبی            | دوبی | 2        |
| گلف ایر            | ابوظبی، بوول، ملکه علیا، آتن، بغداد، سووارنابومی، رفیق حریری بیروت، قاهره، چنای, باندرانیکی، ملک فهد، شاه‌جلال، ایندیرا گاندی، دوبی، فیصل‌آباد, فرانکفورت، محلی قصیم، راجیو گاندی، بینظیر بوتو، آتاترک، ملک عبدالعزیز، جناح، خرطوم، کوچین، کویت، اقبال لاهوری، لارناکا، هیترو لندن، نینوی آکوئینو، شاهزاده محمد بن عبدالعزیز، دوموده‌دوو، مولتان, چاتراپاتی شیواجی، مسقط، نجف، شارل دوگل پاریس، باچا خان، ملک خالد، سیالکوت، تفلیس، تریواندروم | 1        |
| هواپیمایی عراق     | بغداد، نجف | 1        |
| جزیره ایرویز       | کویت | 2        |
| کاال‌ام             | اسخیپول آمستردام، کویت | 1        |
| کویت ایرویز        | کویت | 1        |
| لوفت‌هانزا          | ملک فهد، فرانکفورت | 2        |
| عمان ایر           | مسقط | 2        |
| پگاسوس ایرلاینز    | صبیحه گوکچن | 2        |
| هواپیمایی سعودی    | ملک عبدالعزیز، ملک خالد | 1        |
| سریلانکان ایرلاینز | باندرانیکی | 1        |
| هواپیمایی سوریه    | دمشق | 1        |
| ترکیش ایرلاینز     | آتاترک، صبیحه گوکچن | 1        |

### باری
| شرکت‌های هواپیمایی                       | مقصدهای پروازی |
| --------------------------------------- | --- |
| کارگولوکس                               | لوگزامبورگ - فیندل، چاتراپاتی شیواجی                                                                                               |
| دی‌اچ‌ال اوییشن اجرا توسط آئرولوگیک       | جناح، لایپزیگ/هال |
| دی‌اچ‌ال اوییشن اجرا توسط اطلس ایر        | سینسیناتی/کنتاکی شمالی |
| دی‌اچ‌ال اوییشن اجرا توسط کالیتا ایر      | اسخیپول آمستردام، میدان هوایی بگرام، سووارنابومی، بروکسل، سینسیناتی/کنتاکی شمالی، هنگ کنگ، جناح، بوریسپیل، لیژ، جان اف کندی، شارجه |
| دی‌اچ‌ال اوییشن اجرا توسط پولار ایر کارگو | سینسیناتی/کنتاکی شمالی |
| دی‌اچ‌ال اوییشن اجرا توسط Southern Air    | سینسیناتی/کنتاکی شمالی |
| DHL International Aviation ME           | ابوظبی، بغداد، میدان هوایی بگرام، قاهره، دوبی، ملک عبدالعزیز، میدان هوایی بین‌المللی قندهار، جناح، کویت، اقبال لاهوری               |
| امارات اسکای‌کارگو                       | آل مکتوم، ساراگوسا |
| لوفت‌هانزا کارگو                         | فرانکفورت |
| مای‌کارگو ایرلاینز                       | آتاترک |
| Southern Air                            | هنگ کنگ |
| Swiftair اجرا توسط Swiftair Bahrain     | مادرید-باراخاس |
| ترکیش ایرلاینز                          | آتاترک، پنوم‌پن |